# Ingénierie des surfaces

Image microscopique d'un acier inoxydable sur lequel deux couches d'autres matériaux ont été appliquées afin d'augmenter sa résistance.

L'ingénierie des surfaces est la sous-discipline de l'ingénierie des matériaux qui traite de la surface d'objets solides.

## Méthodes
L'ingénierie des surfaces a pour but d'étudier les propriétés des surfaces, de les améliorer et de développer des solutions et des applications industrielles, souvent par :
- optimisation du design du système étudié ;
- choix de matériaux appropriés ;
- modification des propriétés des matériaux (dureté, résistance aux frottements, résistance aux chocs, résistance à la corrosion, conductivité thermique, blindage magnétique, propriétés optiques, etc) par traitement ou par revêtement ;
- optimisation des conditions d'utilisation du système.

À noter que l'ingénierie des surfaces a souvent pour but de diminuer les phénomènes de frottement et d'usure, et est par conséquent étroitement liée à la tribologie.

## Applications
L'ingénierie des surfaces trouve ses applications notamment en ingénierie mécanique, en électronique, en chimie, et en optique.
Exemples d'applications :
- moteurs ;
- articulations mécaniques ;
- prothèses ;
- objets métalliques à but décoratif.